# Киїк (Новосибірська область)
Киїк (рос. Киик) — село у Тогучинському районі Новосибірської області Російської Федерації.
Входить до складу муніципального утворення Киїцька сільрада. Населення становить 822 особи (2010).

## Історія
Згідно із законом від 2 червня 2004 року органом місцевого самоврядування є Киїцька сільрада.

## Населення
| 2002 | 2007  | 2010 |
| ---- | ----- | ---- |
| 990  | ↗1014 | ↘822 |